# ميكاكو كوماتسو
ميكاكو كوماتسو (小松未可子 كوماتسو ميكاكو) هي ممثلة يابانية ولدت في 11 نوفمبر 1988 في كوانا، ميه.

## أدوارها في الأنمي

### مسلسلات أنمي تلفزيونية
- هيرومان - جوي جونز
- غوسيك - إيان ماسغريف
- لاست إكسايل: فام ذات الأجنحة الفضية - إليو
- كيه - نيكو
- كيه RETURN OF KINGS - نيكو
- نوراغامي - موتسومي
- غزو! فتاة الحبار - تاناكا
- كوميديا رومانسية شبابي خاطئة كما توقعت. - سايكا توتسوكا
- كوميديا رومانسية شبابي خاطئة كما توقعت. التتمة - سايكا توتسوكا
- من الغد الهادئ - ميونا شيودومي
- نيسيكوي - سيشيرو تسوغومي
- نيسيكوي: - سيشيرو تسوغومي
- سول إيتر نوت! - إترنال فيذر
- ألدنوا زيرو - إينكو أميفومي
- طموحات أودا نوبونا - ماغارا ناوتاكا
- أوشيو وتورا - أساكو ناكامورا
- ربيع شباب x رشاش - هوتارو تاتشيبانا
- تيلز أوف زيستيريا ذا كروس - روز
- تابو تاتو - بلوزي فروزي
- بوبوكي بورانكي - شيزورو تانيومي
- بوبوكي بورانكي: عمالقة الكوكب - شيزورو تانيومي
- ري:كرياتورز - سيليجيا يوبيتيليا
- جاندام بيلد فايترز - سي إيوري
- بوكيمون إكس/واي - مارين
- شوا غينروكو راكوغو شينجو: عودة سكيروكو - شينّوسكي
- فوكا - سارا إيوامي
- تاكونومي - كاي ميدوريكاوا
- مشاكل نادي الفن! - شيزوكا
- مكان أبعد من الكون - هونامي ياسوموتو
- بوبتيبيبيك - بوبوكو (الحلقة 3A)
- أنغولموا: غزو المغول - كانو
- يوغي يو زيكسال - توري ميدوز
- ريفيجنز - ميرو
- دكتور ستون - سينكو (أيام الصبا)
- سيف قاتل الشياطين - سوسامارو
- آرتي - آرتي
- داي الشجاع (2020) - مام
- إيدنس زيرو - ريبيكا بلوغاردن
- هل من الخطأ التعرف على الفتيات في الدانجون؟ III - فيلز
- إكس-آرم - مينامي أويزونو
- جوجوتسو كايسن - ماكي زينين
- ياشاهيمي: أميرة أنصاف الشياطين - سيتسونا
- نيانكو ديز - رو
- لا تلعبي معي يا آنسة ناغاتورو - جامو

### أفلام أنمي
- سلسلة أفلام توا نو كوؤن
  - توا نو كوؤن: الفصل الأول «البتلة الرغوية» - يوما
  - توا نو كوؤن: الفصل الثاني «رقصة الفوضى» - يوما
  - توا نو كوؤن: الفصل الثالث «عقوبة الأوهام» - يوما
  - توا نو كوؤن: الفصل الرابع «القلق القرمزي» - يوما
  - توا نو كوؤن: الفصل الخامس «عودة القاهر» - يوما
  - توا نو كوؤن: الفصل السادس «الأبد الأبدي» - يوما
- سلسلة أفلام كود غياس: أكيتو المنفي
  - كود غياس: أكيتو المنفي: الفصل الأول «وصول التنين» - كيت نوفاك
  - كود غياس: أكيتو المنفي: الفصل الثاني «انقسام التنين» - كيت نوفاك
- حديقة الكلمات - آيزاوا
- كيه MISSING KINGS - نيكو

## أدوارها في ألعاب الفيديو
- تيلز أوف زيستيريا - روز
- دانغانرونبا V3: كيلينغ هارموني - تسوموغي شيروغاني

## أدوارها في الدبلجة اليابانية
- غلي - هارموني
- سوبرغيرل - كارا زور-إل/كارا دانفرز/سوبرغيرل

## وصلات خارجية
- ميكاكو كوماتسو على موقع IMDb (الإنجليزية)
- ميكاكو كوماتسو على موقع ميوزك برينز (الإنجليزية)
- ميكاكو كوماتسو على موقع ديسكوغز (الإنجليزية)
- ميكاكو كوماتسو على موقع قاعدة بيانات الفيلم (الإنجليزية)
- ميكاكو كوماتسو على موقع ANN person (الإنجليزية)